# 전청소년기
전청소년기(preadolescence)는 아동기 중기와 청소년기 이전의 인간 발달 단계이다. 일반적으로 사춘기가 시작되면서 끝난다. 전청소년기는 일반적으로 사춘기가 본격적으로 시작되는 9~12세로 정의된다. 이는 사춘기가 본격적으로 시작되기 전의 2년 기간으로 간단히 정의할 수도 있다. 사춘기 이전에는 그 자체로 어려움과 불안이 생길 수 있다.

## 같이 보기
- 성조숙증